# Villa de Madrid (revista)
Villa de Madrid fue una revista trimestral publicada entre 1958 y 1992 por el Ayuntamiento de Madrid. Aunque nominalmente trimestral, tuvo una periodicidad irregular: no era infrecuente el año en el que no se publicaban cuatro números; en 1962 se publicó un único número y no se reanudó hasta 1966; tampoco apareció en 1990. Se publicaron en total 108 números. En 2006, bajo la dirección de Luis Miguel Aparisi Laporta, el Instituto de Estudios Madrileños publicó un número especial con los índices (temático, por autores y alfabético) de la revista.
La revista abordaba temas madrileños con un amplio espectro de temáticas, desde la arqueología al folclore. Fueron frecuentes también los números monográficos. A pesar de ser publicada por el Ayuntamiento de Madrid, no se limitó a la promoción de los logros de la administración municipal, sino que publicó valiosas contribuciones de colaboradores de gran nivel, a las que acompañaba un abundante material gráfico, proveniente muchas veces del Museo Municipal.
Durante la década de 1930 hubo una revista denominada Villa de Madrid que se publicó con periodicidad quincenal durante aproximadamente un año por una Sociedad o Academia de los Gatos.